# Janyse Jaud
Janyse Aldis Jaud (Kelowna, 26 novembre 1969) è un'attrice, doppiatrice, ballerina, cantante e compositrice canadese di discendenze islando-francesi.
Janyse è nota soprattutto per la sua carriera nel canto e nel doppiaggio, sia di videogiochi che di serie d'animazione, ma nel corso della sua carriera è comparsa in svariate serie televisive.

## Biografia

### Inizi
Janyse è nata in Canada, a Kelowna, Columbia Britannica, da padre islandese e madre francese, entrambi contadini. Cresciuta nella fattoria di proprietà della sua famiglia, Janyse incomincia ad esibirsi a teatro, in opere musicali e balletti classici all'età di cinque anni, mentre scrive la sua prima canzone a nove.
Da giovane è stata coinvolta in un incidente d'auto e ha rischiato di rimanere paraplegica. Come lei stessa racconta: «Il dottore mi disse che sarei potuta finire su una sedia a rotelle ed avrei dovuto pensare seriamente a cambiare carriera [...] Così ho deciso di tentare la cosa che mi spaventava di più: la stand-up comedy. È stato divertente e mi ha distratta dalla serietà del mio incidente. Nessuna delle cose da cui il dottore mi aveva messo in guardia è capitata, mi sono presa cura di me e mi sono ripresa. Da questa esperienza ho imparato che un sogno può essere raggiunto e che, a volte, è molto meglio guardare la vita con umorismo.»; tale lezione di vita è in seguito diventata un messaggio frequente nelle sue canzoni.
Janyse ha studiato recitazione sotto la guida di Ivana Chubbuck, maestra anche dei Premi Oscar Halle Berry e Charlize Theron.

### Carriera
Janyse ha lavorato in numerosi film, serie televisive, produzioni teatrali e spettacoli per la televisione. Inoltre si esibisce anche come ballerina jazz. Come doppiatrice ha avuto clienti quali la Marvel Comics, Cartoon Network e la Disney.
Tramite il suo lavoro nel campo dell'animazione, Janyse ha conosciuto i bambini della Make-A-Wish Foundation, da cui è stata ispirata per comporre il suo Compact disc The Magic of Think. In proposito si è pronunciata dicendo: «L'ho chiamato "The Magic of Think" perché la premessa è che si possa pensare a qualcosa in positivo o in negativo - è una vostra scelta. Ma il pensiero positivo aiuta a farsi coraggio e poi, se si continua a perseverare, si possono realizzare i propri sogni.»; l'album è stato un successo immediato tra i bambini e i loro genitori ed ha avuto l'onore di essere distribuito in omaggio ai vincitori dei Grammy Award e degli Oscar.
Janyse ha ricevuto riconoscimenti per le sue composizioni da Hollywood Music in Media Awards, Independent Music Awards, Toronto Exclusive Magazine Awards e il Grammy Award alla canzone dell'anno. Molte sue canzoni sono comparse al cinema e in televisione interpretate da star quali Pamela Anderson, Dean Cain, Chad Allen e Sally Pressman.

## Filmografia

### Doppiatrice

#### Anime
- Galaxy Express 999 - Metalmena
- Card Captor Sakura - Nadeshiko Kinomot
- Highlander - Vendetta immortale - Kyala
- InuYasha - Kagura, Kanno
- Kurozuka - Kuromitsu
- Maison Ikkoku - Akemi Roppongi
- La saga delle sirene - Misa
- Shakugan no Shana - Margery Daw
- I cieli di Escaflowne - Eriya
- Street Fighter - Celia, Mailei, Sachi
- Zoids - Sabre

#### Cartoni animati
- Action Man - Asazi
- Baby Looney Tunes - Baby Melissa
- Bratz - Cymbeline
- Conan - Jezmine
- Draghi e draghetti - Eunice, Windy
- Ed, Edd & Eddy - Sarah, Lee Kanker
- El Tigre - Kae
- Exosquad - Sgt. Rita Torres
- Hulk Vs. - Lady Deathstrike, Hela
- Krypto the Superdog - Rosie
- Cucciolandia - Phoeboe
- My Little Pony - Pinkie Pie, Scooter Sprite
- Sabrina - Leila Leigh, Bosley
- Bots Master - Lady Frenzy
- Trollz - Snarf
- Billy the Cat - Sabrina, Bonnie
- Mucha Lucha - Dragonfly, Zebrina Twins
- Roswell Conspiracies - Sh'lainn Blaze
- Spider-Man Unlimited - Donna lucertola
- A scuola di magie - Cassy

### Attrice
- Shattered - Gioco mortale - Sarah
- Oltre i limiti - Counselor
- X-Files - Infermiera